# Rio Pacajá (vattendrag i Brasilien, lat -1,94, long -50,84)
Rio Pacajá är ett vattendrag i Brasilien.   Det ligger i delstaten Pará, i den nordöstra delen av landet, 1 600 km norr om huvudstaden Brasília.
Trakten runt Rio Pacajá är nära nog obefolkad, med mindre än två invånare per kvadratkilometer.